# Wolfgang Wilhelm (Drehbuchautor)
Wolfgang Wilhelm (* 28. November 1906 in Stettin, Deutschland; † Januar 1984 in Shepway, Kent, Vereinigtes Königreich) war ein deutscher Drehbuchautor beim deutschen und britischen Film.

## Leben
Der Sohn des Schauspielers und Regisseurs Carl Wilhelm knüpfte über seinen Vater und seinen als Drehbuchautor bereits seit Stummfilmzeiten beim deutschen Film etablierten Bruder Hans Wilhelm Kontakt zur Branche. Dort begann er mit Beginn des Tonfilms Drehbücher zu schreiben, bevorzugt für Komödien und Romanzen. Seine ersten beiden Arbeiten verfasste er als Partner von Eugen Thiele, der bei der Komödie Susanne macht Ordnung und dem Sexualaufklärungsfilm Gefahren der Liebe auch Regie führte. 1933 musste der Jude Wilhelm vor den Nationalsozialisten aus Deutschland fliehen.
In London angekommen, konnte er recht bald, meist in Zusammenarbeit mit anderen Autoren, Arbeit beim britischen Film finden. Gelegentlich, wie bei Farewell Again (1937) oder bei der Hollywood-Produktion Ein Mann mit Phantasie (A Dispatch From Reuters, USA 1940), musste er sich mit der Rolle eines Storylieferanten begnügen. Wolfgang Wilhelm lieferte vor allem Abenteuer- und Historiengeschichten, während des Zweiten Weltkriegs auch Manuskripte zu Anti-Nazi-Stoffen. 1948 holte der niederländische Regieveteran Jaap Speyer Wilhelm für das Drehbuch zu seiner letzten Inszenierung Ein Königreich für ein Haus in sein Heimatland. In den 1950er Jahren kehrte Wilhelm zeitweise nach Deutschland (München) zurück und arbeitete für die ARD. Hier stellte Wilhelm beispielsweise 1964 für den Bayerischen Rundfunk die deutsche Fassung der britischen Fernsehserie The Good Old Days her. Seinen Lebensabend verbrachte Wolfgang Wilhelm im englischen Seebad Folkestone.

## Filmografie
- 1930: Susanne macht Ordnung
- 1931: Gefahren der Liebe
- 1931: Ich bleib’ bei Dir
- 1932: Im Bann des Eulenspiegels
- 1933: Keinen Tag ohne Dich
- 1933: Heut’ kommt’s drauf an
- 1934: Give Her a Ring
- 1934: The Luck of a Sailor
- 1934: Brewster’s Millions
- 1935: Riders of the Sea
- 1937: Yoshiwara
- 1938: The Silent Battle
- 1941: Pimpernel Smith
- 1941: The Saint Meets the Tiger
- 1941: Uncensored
- 1942: Thunder Rock
- 1942: Squadron Leader X
- 1943: Escape to Danger
- 1944: Great Day
- 1945: I See a Dark Stranger
- 1946: Land of Promise (Dokumentarfilm)
- 1947: Captain Boycott
- 1946: Abenteuer in Brasilien (The End of the River)
- 1948: Ein Königreich für ein Haus (Een koninkrijk voor een huis)
- 1951: Air Parade (Dokumentarkurzfilm)
- 1951: Die Verblendeten (Secret People)
- 1952: The Great Game
- 1952: Swift Water (Kurzfilm)
- 1955: Ferien in Tirol
- 1957: Liebe, wie die Frau sie wünscht